# Список астероїдів (10301—10400)
| Назва                                | Тимчасове позначення | Дата відкриття    | Місце відкриття                 | Відкривач                        |
| ------------------------------------ | -------------------- | ----------------- | ------------------------------- | -------------------------------- |
| 10301 Катаока (Kataoka)              | 1989 FH              | 30 березня 1989   | Обсерваторія Кітамі             | Кін Ендате, Кадзуро Ватанабе     |
| (10302) 1989 ML                      | 1989 ML              | 29 червня 1989    | Паломарська обсерваторія        | Е. Гелін, Джеффрі Алу            |
| 10303 Фрере (Freret)                 | 1989 RD2             | 2 вересня 1989    | Обсерваторія Верхнього Провансу | Ерік Вальтер Ельст               |
| 10304 Івакі (Iwaki)                  | 1989 SY              | 30 вересня 1989   | Обсерваторія Кітамі             | Кін Ендате, Кадзуро Ватанабе     |
| 10305 Ґріньяр (Grignard)             | 1989 YP5             | 29 грудня 1989    | Обсерваторія Верхнього Провансу | Ерік Вальтер Ельст               |
| 10306 Паньол (Pagnol)                | 1990 QY              | 21 серпня 1990    | Обсерваторія Верхнього Провансу | Ерік Вальтер Ельст               |
| (10307) 1990 QX1                     | 1990 QX1             | 22 серпня 1990    | Паломарська обсерваторія        | Генрі Гольт                      |
| (10308) 1990 QC3                     | 1990 QC3             | 28 серпня 1990    | Паломарська обсерваторія        | Генрі Гольт                      |
| (10309) 1990 QC6                     | 1990 QC6             | 23 серпня 1990    | Паломарська обсерваторія        | Генрі Гольт                      |
| 10310 Делакруа (Delacroix)           | 1990 QZ8             | 16 серпня 1990    | Обсерваторія Ла-Сілья           | Ерік Вальтер Ельст               |
| 10311 Фантін-Латур (Fantin-Latour)   | 1990 QL9             | 16 серпня 1990    | Обсерваторія Ла-Сілья           | Ерік Вальтер Ельст               |
| (10312) 1990 QT9                     | 1990 QT9             | 23 серпня 1990    | Паломарська обсерваторія        | Генрі Гольт                      |
| 10313 Ванесса-Мей (Vanessa-Mae)      | 1990 QW17            | 26 серпня 1990    | КрАО                            | Журавльова Людмила Василівна     |
| (10314) 1990 RF                      | 1990 RF              | 14 вересня 1990   | Паломарська обсерваторія        | Генрі Гольт                      |
| 10315 Брюстер (Brewster)             | 1990 SC4             | 23 вересня 1990   | Паломарська обсерваторія        | Е. Гелін                         |
| 10316 Вільямтернер (Williamturner)   | 1990 SF9             | 22 вересня 1990   | Обсерваторія Ла-Сілья           | Ерік Вальтер Ельст               |
| (10317) 1990 SA15                    | 1990 SA15            | 17 вересня 1990   | Паломарська обсерваторія        | Генрі Гольт                      |
| 10318 Сумаура (Sumaura)              | 1990 TX              | 15 жовтня 1990    | Обсерваторія Мінамі-Ода         | Тосіро Номура, Койо Каванісі     |
| 10319 Тосіхару (Toshiharu)           | 1990 TB1             | 11 жовтня 1990    | Обсерваторія Кітамі             | Ацусі Такагасі, Кадзуро Ватанабе |
| 10320 Рейланд (Reiland)              | 1990 TR1             | 14 жовтня 1990    | Паломарська обсерваторія        | Е. Гелін                         |
| 10321 Рампо (Rampo)                  | 1990 UN2             | 26 жовтня 1990    | Обсерваторія Ґейсей             | Тсутому Секі                     |
| 10322 Маюмінаріта (Mayuminarita)     | 1990 VT1             | 11 листопада 1990 | Обсерваторія Кітамі             | Кін Ендате, Кадзуро Ватанабе     |
| 10323 Фрейзер (Frazer)               | 1990 VW6             | 14 листопада 1990 | Обсерваторія Ла-Сілья           | Ерік Вальтер Ельст               |
| 10324 Владіміров (Vladimirov)        | 1990 VB14            | 14 листопада 1990 | КрАО                            | Карачкіна Людмила Георгіївна     |
| 10325 Бекса (Bexa)                   | 1990 WB2             | 18 листопада 1990 | Обсерваторія Ла-Сілья           | Ерік Вальтер Ельст               |
| 10326 Курагано (Kuragano)            | 1990 WS2             | 21 листопада 1990 | Обсерваторія Кітамі             | Кін Ендате, Кадзуро Ватанабе     |
| 10327 Батенс (Batens)                | 1990 WQ6             | 21 листопада 1990 | Обсерваторія Ла-Сілья           | Ерік Вальтер Ельст               |
| (10328) 1991 GC1                     | 1991 GC1             | 10 квітня 1991    | Паломарська обсерваторія        | Е. Гелін                         |
| (10329) 1991 GJ1                     | 1991 GJ1             | 11 квітня 1991    | Обсерваторія Кушіро             | Сейджі Уеда, Хіроші Канеда       |
| 10330 Дюркгайм (Durkheim)            | 1991 GH3             | 8 квітня 1991     | Обсерваторія Ла-Сілья           | Ерік Вальтер Ельст               |
| 10331 Петерблюм (Peterbluhm)         | 1991 GM10            | 9 квітня 1991     | Обсерваторія Карла Шварцшильда  | Ф. Бернґен                       |
| 10332 Дефі (Defi)                    | 1991 JT1             | 13 травня 1991    | Паломарська обсерваторія        | Керолін Шумейкер, Девід Леві     |
| (10333) 1991 NZ6                     | 1991 NZ6             | 12 липня 1991     | Обсерваторія Ла-Сілья           | Анрі Дебеонь                     |
| 10334 Ґіббон (Gibbon)                | 1991 PG5             | 3 серпня 1991     | Обсерваторія Ла-Сілья           | Ерік Вальтер Ельст               |
| (10335) 1991 PG9                     | 1991 PG9             | 15 серпня 1991    | Паломарська обсерваторія        | Е. Гелін                         |
| (10336) 1991 PJ12                    | 1991 PJ12            | 7 серпня 1991     | Паломарська обсерваторія        | Генрі Гольт                      |
| (10337) 1991 RO1                     | 1991 RO1             | 10 вересня 1991   | Обсерваторія Дінік              | Ацуші Суґіе                      |
| (10338) 1991 RB11                    | 1991 RB11            | 10 вересня 1991   | Паломарська обсерваторія        | Генрі Гольт                      |
| (10339) 1991 RK17                    | 1991 RK17            | 11 вересня 1991   | Паломарська обсерваторія        | Генрі Гольт                      |
| 10340 Джостьян (Jostjahn)            | 1991 RT40            | 10 вересня 1991   | Обсерваторія Карла Шварцшильда  | Ф. Бернґен                       |
| (10341) 1991 SC2                     | 1991 SC2             | 16 вересня 1991   | Паломарська обсерваторія        | Генрі Гольт                      |
| (10342) 1991 TQ                      | 1991 TQ              | 1 жовтня 1991     | Обсерваторія Сайдинг-Спрінг     | Роберт Макнот                    |
| 10343 Черч (Church)                  | 1991 VW8             | 4 листопада 1991  | Обсерваторія Кітт-Пік           | Spacewatch                       |
| (10344) 1992 CA2                     | 1992 CA2             | 12 лютого 1992    | Мерида (Венесуела)              | Орландо Наранхо, Юрґен Сток      |
| (10345) 1992 DC11                    | 1992 DC11            | 29 лютого 1992    | Обсерваторія Ла-Сілья           | UESAC                            |
| 10346 Тріатлон (Triathlon)           | 1992 GA1             | 2 квітня 1992     | Паломарська обсерваторія        | Керолін Шумейкер, Девід Леві     |
| 10347 Муром (Murom)                  | 1992 HG4             | 23 квітня 1992    | Обсерваторія Ла-Сілья           | Ерік Вальтер Ельст               |
| 10348 Поелхау (Poelchau)             | 1992 HL4             | 29 квітня 1992    | Обсерваторія Карла Шварцшильда  | Ф. Бернґен                       |
| (10349) 1992 LN                      | 1992 LN              | 3 червня 1992     | Паломарська обсерваторія        | Ґреґорі Леонард                  |
| 10350 Спалланцані (Spallanzani)      | 1992 OG2             | 26 липня 1992     | Обсерваторія Ла-Сілья           | Ерік Вальтер Ельст               |
| 10351 Сейітісато (Seiichisato)       | 1992 SE1             | 23 вересня 1992   | Обсерваторія Кітамі             | Кін Ендате, Кадзуро Ватанабе     |
| 10352 Кавамура (Kawamura)            | 1992 UO3             | 26 жовтня 1992    | Обсерваторія Кітамі             | Кін Ендате, Кадзуро Ватанабе     |
| 10353 Момотаро (Momotaro)            | 1992 YS2             | 20 грудня 1992    | Обсерваторія Кійосато           | Сатору Отомо                     |
| 10354 Ґійомбюде (Guillaumebude)      | 1993 BU5             | 27 січня 1993     | Коссоль                         | Ерік Вальтер Ельст               |
| 10355 Кодзірохарада (Kojiroharada)   | 1993 EQ              | 15 березня 1993   | Обсерваторія Кітамі             | Кін Ендате, Кадзуро Ватанабе     |
| 10356 Рудольфштайнер (Rudolfsteiner) | 1993 RQ4             | 15 вересня 1993   | Обсерваторія Ла-Сілья           | Ерік Вальтер Ельст               |
| (10357) 1993 SL3                     | 1993 SL3             | 19 вересня 1993   | Паломарська обсерваторія        | Генрі Гольт                      |
| 10358 Кірхгоф (Kirchhoff)            | 1993 TH32            | 9 жовтня 1993     | Обсерваторія Ла-Сілья           | Ерік Вальтер Ельст               |
| (10359) 1993 TU36                    | 1993 TU36            | 13 жовтня 1993    | Паломарська обсерваторія        | Генрі Гольт                      |
| (10360) 1993 VN                      | 1993 VN              | 7 листопада 1993  | Обсерваторія Кушіро             | Сейджі Уеда, Хіроші Канеда       |
| 10361 Бансен (Bunsen)                | 1994 PR20            | 12 серпня 1994    | Обсерваторія Ла-Сілья           | Ерік Вальтер Ельст               |
| (10362) 1994 UC2                     | 1994 UC2             | 31 жовтня 1994    | Обсерваторія Кушіро             | Сейджі Уеда, Хіроші Канеда       |
| (10363) 1994 UP11                    | 1994 UP11            | 31 жовтня 1994    | Паломарська обсерваторія        | PCAS                             |
| 10364 Тайнай (Tainai)                | 1994 VR1             | 3 листопада 1994  | Обсерваторія Оїдзумі            | Такао Кобаяші                    |
| 10365 Курокава (Kurokawa)            | 1994 WL1             | 27 листопада 1994 | Обсерваторія Оїдзумі            | Такао Кобаяші                    |
| 10366 Сьодзосато (Shozosato)         | 1994 WD4             | 24 листопада 1994 | Обсерваторія Кітамі             | Кін Ендате, Кадзуро Ватанабе     |
| 10367 Сайо (Sayo)                    | 1994 YL1             | 31 грудня 1994    | Обсерваторія Оїдзумі            | Такао Кобаяші                    |
| 10368 Кодзукі (Kozuki)               | 1995 CM1             | 7 лютого 1995     | Обсерваторія Оїдзумі            | Такао Кобаяші                    |
| 10369 Сінден (Sinden)                | 1995 CE2             | 8 лютого 1995     | Обсерваторія Сайдинг-Спрінг     | Девід Ашер                       |
| 10370 Гайлономе (Hylonome)           | 1995 DW2             | 27 лютого 1995    | Обсерваторія Мауна-Кеа          | Джуїтт Девід, Джейн Лу           |
| 10371 Ґіґлі (Gigli)                  | 1995 DU3             | 27 лютого 1995    | Обсерваторія Пістоїєзе          | Лучано Тезі, Андреа Боаттіні     |
| 10372 Моран (Moran)                  | 1995 FO10            | 26 березня 1995   | Обсерваторія Кітт-Пік           | Spacewatch                       |
| 10373 МакРоберт (MacRobert)          | 1996 ER              | 14 березня 1996   | Обсерваторія Садбері            | Денніс ді Сікко                  |
| 10374 Етамп (Etampes)                | 1996 GN19            | 15 квітня 1996    | Обсерваторія Ла-Сілья           | Ерік Вальтер Ельст               |
| 10375 Мікіокуґа (Michiokuga)         | 1996 HM1             | 21 квітня 1996    | Обсерваторія Кума Коґен         | Акімаса Накамура                 |
| 10376 Чіяріні (Chiarini)             | 1996 KW              | 16 травня 1996    | Обсерваторія Сан-Вітторе        | Обсерваторія Сан-Вітторе         |
| 10377 Kilimanjaro                    | 1996 NN4             | 14 липня 1996     | Обсерваторія Ла-Сілья           | Ерік Вальтер Ельст               |
| 10378 Інгмарбергман (Ingmarbergman)  | 1996 NE5             | 14 липня 1996     | Обсерваторія Ла-Сілья           | Ерік Вальтер Ельст               |
| 10379 Лейк Плесід (Lake Placid)      | 1996 OH              | 18 липня 1996     | Обсерваторія Ренд               | Джордж Віском                    |
| 10380 Берволд (Berwald)              | 1996 PY7             | 8 серпня 1996     | Обсерваторія Ла-Сілья           | Ерік Вальтер Ельст               |
| 10381 Малінсміт (Malinsmith)         | 1996 RB              | 3 вересня 1996    | Стейкенбрідж                    | Браян Маннінґ                    |
| 10382 Адамар (Hadamard)              | 1996 RJ3             | 15 вересня 1996   | Прескоттська обсерваторія       | Пол Комба                        |
| (10383) 1996 SR7                     | 1996 SR7             | 16 вересня 1996   | Чорч Стреттон                   | Стівен Лорі                      |
| (10384) 1996 TQ10                    | 1996 TQ10            | 9 жовтня 1996     | Обсерваторія Кушіро             | Сейджі Уеда, Хіроші Канеда       |
| 10385 Аматерасу (Amaterasu)          | 1996 TL12            | 15 жовтня 1996    | Обсерваторія Наті-Кацуура       | Йошісада Шімідзу, Такеші Урата   |
| 10386 Ромул (Romulus)                | 1996 TS15            | 12 жовтня 1996    | Коллеверде ді Ґвідонія          | Вінченцо Касуллі                 |
| 10387 Бепіколомбо (Bepicolombo)      | 1996 UQ              | 18 жовтня 1996    | Сормано                         | Пієро Сіколі, Франческо Манка    |
| 10388 Чжугуаня (Zhuguangya)          | 1996 YH3             | 25 грудня 1996    | Станція Сінлун                  | SCAP                             |
| 10389 Робманнінґ (Robmanning)        | 1997 LD              | 1 червня 1997     | Обсерваторія Галеакала          | NEAT                             |
| 10390 Ленка (Lenka)                  | 1997 QD1             | 27 серпня 1997    | Обсерваторія Ондржейов          | Петр Правец, Марек Волф          |
| (10391) 1997 RR3                     | 1997 RR3             | 5 вересня 1997    | Обсерваторія Наті-Кацуура       | Йошісада Шімідзу, Такеші Урата   |
| 10392 Брейс (Brace)                  | 1997 RP7             | 11 вересня 1997   | Обсерваторія Лайм-Крік          | Роберт Ліндергольм               |
| (10393) 1997 RF8                     | 1997 RF8             | 4 вересня 1997    | Обсерваторія Ґекко              | Тецуо Каґава, Такеші Урата       |
| (10394) 1997 SG1                     | 1997 SG1             | 22 вересня 1997   | Обсрваторія Мюнхен-Ґайзінґ      | Паоло Сала                       |
| 10395 Іржкагорн (Jirkahorn)          | 1997 SZ1             | 23 вересня 1997   | Обсерваторія Ондржейов          | Марек Волф, Петр Правец          |
| (10396) 1997 SW33                    | 1997 SW33            | 17 вересня 1997   | Станція Сінлун                  | SCAP                             |
| (10397) 1997 SX33                    | 1997 SX33            | 17 вересня 1997   | Станція Сінлун                  | SCAP                             |
| (10398) 1997 UP8                     | 1997 UP8             | 23 жовтня 1997    | Обсерваторія Кушіро             | Сейджі Уеда, Хіроші Канеда       |
| 10399 Нісіхаріма (Nishiharima)       | 1997 UZ8             | 29 жовтня 1997    | Обсерваторія Оїдзумі            | Такао Кобаяші                    |
| 10400 Хаккайсан (Hakkaisan)          | 1997 VX              | 1 листопада 1997  | Обсерваторія Оїдзумі            | Такао Кобаяші                    |

| ← Астероїди 10001—20000 → |             |             |             |             |             |             |             |             |             |
| 10001—10100               | 11001—11100 | 12001—12100 | 13001—13100 | 14001—14100 | 15001—15100 | 16001—16100 | 17001—17100 | 18001—18100 | 19001—19100 |
| 10101—10200               | 11101—11200 | 12101—12200 | 13101—13200 | 14101—14200 | 15101—15200 | 16101—16200 | 17101—17200 | 18101—18200 | 19101—19200 |
| 10201—10300               | 11201—11300 | 12201—12300 | 13201—13300 | 14201—14300 | 15201—15300 | 16201—16300 | 17201—17300 | 18201—18300 | 19201—19300 |
| 10301—10400               | 11301—11400 | 12301—12400 | 13301—13400 | 14301—14400 | 15301—15400 | 16301—16400 | 17301—17400 | 18301—18400 | 19301—19400 |
| 10401—10500               | 11401—11500 | 12401—12500 | 13401—13500 | 14401—14500 | 15401—15500 | 16401—16500 | 17401—17500 | 18401—18500 | 19401—19500 |
| 10501—10600               | 11501—11600 | 12501—12600 | 13501—13600 | 14501—14600 | 15501—15600 | 16501—16600 | 17501—17600 | 18501—18600 | 19501—19600 |
| 10601—10700               | 11601—11700 | 12601—12700 | 13601—13700 | 14601—14700 | 15601—15700 | 16601—16700 | 17601—17700 | 18601—18700 | 19601—19700 |
| 10701—10800               | 11701—11800 | 12701—12800 | 13701—13800 | 14701—14800 | 15701—15800 | 16701—16800 | 17701—17800 | 18701—18800 | 19701—19800 |
| 10801—10900               | 11801—11900 | 12801—12900 | 13801—13900 | 14801—14900 | 15801—15900 | 16801—16900 | 17801—17900 | 18801—18900 | 19801—19900 |
| 10901—11000               | 11901—12000 | 12901—13000 | 13901—14000 | 14901—15000 | 15901—16000 | 16901—17000 | 17901—18000 | 18901—19000 | 19901—20000 |